# 羅萬齊
50°43′51″N 25°20′54″E / 50.73083°N 25.34833°E
羅萬齊（烏克蘭語：Рованці），是烏克蘭的村落，位於該國西部沃倫州，由盧茨克區負責管轄，始建於1230年，面積17平方公里，2001年人口1,199，人口密度每平方公里70.53人。